# Campionat de Polònia de ciclisme en contrarellotge

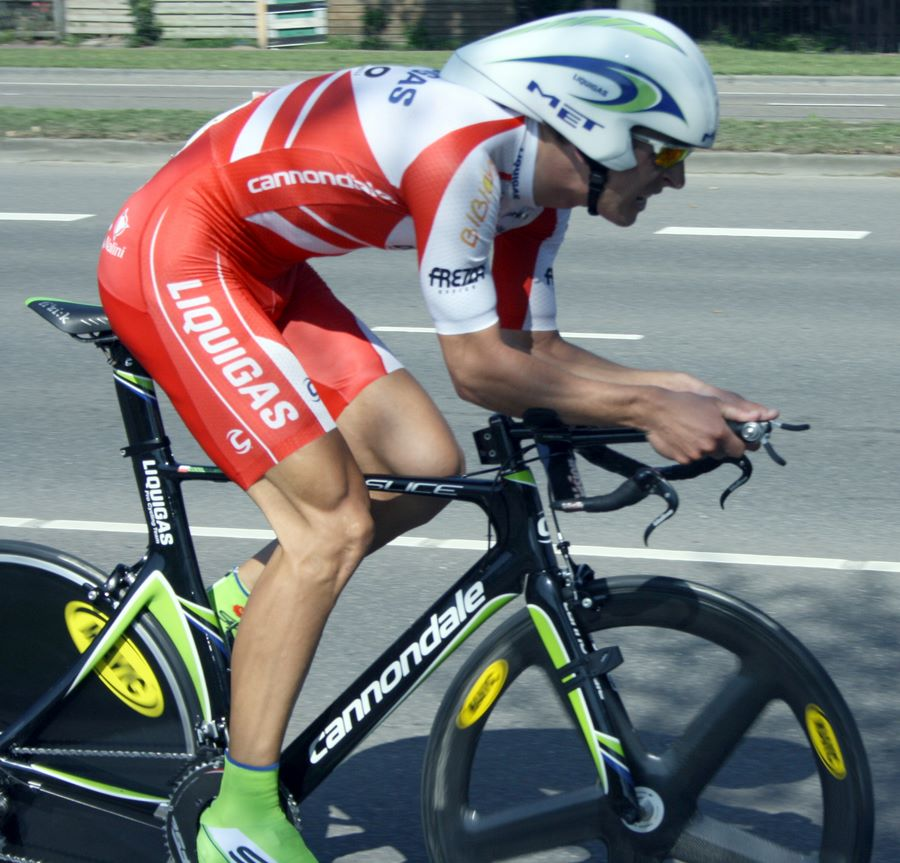
Maciej Bodnar

El Campionat de Polònia de ciclisme en contrarellotge s'organitza anualment des de l'any 1970 per determinar el campió ciclista de Polònia en la modalitat. A partir de la dècada de 1990 la cursa va estar oberta a ciclistes professionals.
El títol s'atorga al vencedor d'una única carrera, en la modalitat de contrarellotge individual. El vencedor obté el dret a portar un mallot amb els colors de la bandera polonesa fins al campionat de l'any següent quan disputa proves en contrarellotge.

## Palmarès masculí
De 1970 a 1994 fou reservat a ciclistes amateurs. A partir de 1995 fou obert a ciclistes professionals.
| Any  | Primer               | Segon                | Tercer                |
| 1970 | Jan Magiera          | Mieczysław Nowicki   | Paweł Kaczorowski     |
| 1971 | Tadeusz Mytnik       | Jan Magiera          | Mieczysław Nowicki    |
| 1972 | Tadeusz Mytnik       | Ryszard Kozieł       | Florian Andrzejewski  |
| 1973 | Tadeusz Mytnik       | Szczepan Klimczak    | Ryszard Szurkowski    |
| 1974 | Tadeusz Mytnik       | Stanisław Babula     | Stanisław Kirpsza     |
| 1975 | Jan Jankiewicz       | Czesław Lang         | Florian Andrzejewski  |
| 1976 | Florian Andrzejewski | Czesław Lang         | Janusz Bieniek        |
| 1977 | Juliusz Firkowski    | Czesław Lang         | Florian Andrzejewski  |
| 1978 | Tadeusz Mytnik       | Witold Plutecki      | Henryk Santysiak      |
| 1979 | Tadeusz Mytnik       | Jan Raczkowski       | Stanisław Kirpsza     |
| 1980 | Tadeusz Mytnik       | Jan Jankiewicz       | Zbigniew Szczepkowski |
| 1981 | Stefan Janowski      | Czesław Lang         | Jerzy Świnoga         |
| 1982 | Tadeusz Mytnik       | Roman Jaskuła        | Marek Leśniewski      |
| 1983 | Stefan Janowski      | Grzegorz Zieliński   | Marek Leśniewski      |
| 1984 | Lech Piasecki        | Tadeusz Mytnik       | Roman Jaskuła         |
| 1985 | Lech Piasecki        | Zenon Jaskuła        | Paweł Bartkowiak      |
| 1986 | Zenon Jaskuła        | Paweł Bartkowiak     | Andrzej Mierzejewski  |
| 1987 | Zenon Jaskuła        | Andrzej Mierzejewski | Marek Leśniewski      |
| 1988 | Zenon Jaskuła        | Jan Magosz           | Joachim Halupczok     |
| 1989 | Joachim Halupczok    | Jan Magosz           | Zenon Jaskuła         |
| 1990 | Andrzej Barszcz      | Andrzej Maćkowski    | Jan Magosz            |
| 1991 | Marek Leśniewski     | Dariusz Baranowski   | Andrzej Sypytkowski   |
| 1992 | Piotr Chmielewski    | Dariusz Baranowski   | Marek Leśniewski      |
| 1993 | Tomasz Brożyna       | Piotr Chmielewski    | Marek Leśniewski      |
| 1994 | Bernard Bocian       | Tomasz Brożyna       | Krzysztof Szafrański  |
| 1995 | Bernard Bocian       | Krzysztof Szafrański | Tomasz Brożyna        |
| 1996 | Piotr Chmielewski    | Tomasz Brożyna       | Bernard Bocian        |
| 1997 | Dariusz Baranowski   | Pawel Niedzwiecki    | Piotr Chmielewski     |
| 1998 | Piotr Przydział      | Bernard Bocian       | Andrzej Sypytkowski   |
| 1999 | Sebastian Wolski     | Tomasz Brożyna       | Bernard Bocian        |
| 2000 | Piotr Wadecki        | Marcin Sapa          | Bernard Bocian        |
| 2001 | Piotr Przydział      | Sławomir Kohut       | Krzysztof Szafranski  |
| 2002 | Krzysztof Szafranski | Wojciech Pawlak      | Marcin Sapa           |
| 2003 | Tomasz Lisowicz      | Pawel Zugaj          | Sławomir Kohut        |
| 2004 | Sławomir Kohut       | Krzysztof Ciesielski | Dawid Krupa           |
| 2005 | Piotr Mazur          | Bartosz Huzarski     | Jarosław Rębiewski    |
| 2006 | Piotr Mazur          | Łukasz Bodnar        | Jarosław Rębiewski    |
| 2007 | Łukasz Bodnar        | Jarosław Rębiewski   | Mateusz Taciak        |
| 2008 | Łukasz Bodnar        | Maciej Bodnar        | Mateusz Taciak        |
| 2009 | Maciej Bodnar        | Bartosz Huzarski     | Mateusz Taciak        |
| 2010 | Jarosław Marycz      | Maciej Bodnar        | Marcin Sapa           |
| 2011 | Tomasz Marczyński    | Maciej Bodnar        | Wojciech Ziolkowski   |
| 2012 | Maciej Bodnar        | Michał Kwiatkowski   | Łukasz Bodnar         |
| 2013 | Maciej Bodnar        | Michał Kwiatkowski   | Mateusz Taciak        |
| 2014 | Michał Kwiatkowski   | Maciej Bodnar        | Łukasz Bodnar         |
| 2015 | Marcin Białobłocki   | Kamil Gradek         | Bartosz Huzarski      |
| 2016 | Maciej Bodnar        | Marcin Bialoblocki   | Mateusz Taciak        |
| 2017 | Michał Kwiatkowski   | Marcin Bialoblocki   | Maciej Bodnar         |
| 2018 | Maciej Bodnar        | Marcin Bialoblocki   | Michał Kwiatkowski    |
| 2019 | Maciej Bodnar        | Kamil Gradek         | Marcin Białobłocki    |
| 2020 | Kamil Gradek         | Maciej Bodnar        | Lukasz Wisniowski     |
| 2021 | Maciej Bodnar        | Filip Maciejuk       | Łukasz Wiśniowski     |
| 2022 | Maciej Bodnar        | Kamil Gradek         | Szymon Rekita         |
| 2023 | Michał Kwiatkowski   | Maciej Bodnar        | Kamil Gradek          |
| 2024 | Filip Maciejuk       | Kamil Gradek         | Szymon Sajnok         |
| 2025 | Filip Maciejuk       | Kamil Małecki        | Piotr Pękala          |

### Palmarès sub-23
| Any  | Primer            | Segon                    | Tercer                   |
| 2004 | Łukasz Bodnar     | Piotr Mazur              | Przemyslaw Pietrzak      |
| 2005 | Rafał Ratajczyk   | Mateusz Taciak           | Blazej Janiaczyk         |
| 2006 | Maciej Bodnar     | Mateusz Taciak           | Piotr Zielinski          |
| 2007 | Maciej Bodnar     | Dariusz Batek            | Piotr Pyszny             |
| 2008 | Jarosław Marycz   | Łukasz Modzełewski       | Maciej Paterski          |
| 2009 | Jarosław Marycz   | Adrian Kurek             | Kornel Sójka             |
| 2011 | Kamil Gradek      | Paweł Brylowski          | Łukasz Wisniowski        |
| 2012 | Kamil Gradek      | Paweł Bernas             | Łukasz Wisniowski        |
| 2013 | Łukasz Wisniowski | Przemysław Kasperkiewicz | Szymon Rekita            |
| 2014 | Szymon Rekita     | Przemysław Kasperkiewicz | Bartosz Warchoł          |
| 2015 | Szymon Rekita     | Patryk Stosz             | Michał Paluta            |
| 2016 | Patryk Stosz      | Michał Paluta            | Przemysław Kasperkiewicz |
| 2017 | Piotr Brożyna     | Szymon Sajnok            | Artur Sowinski           |
| 2018 | Filip Maciejuk    | Szymon Sajnok            | Alan Banaszek            |
| 2019 | Szymon Sajnok     | Filip Maciejuk           | Damian Papierski         |
| 2020 | Szymon Krawczyk   | Filip Maciejuk           | Damian Papierski         |
| 2021 | Filip Maciejuk    | Damian Bieniek           | Mateusz Kostanski        |
| 2022 | Kacper Gieryk     | Mateusz Gajdulewicz      | Adam Woźniak             |
| 2023 | Kacper Gieryk     | Mateusz Gajdulewicz      | Marek Kapela             |
| 2024 | Kacper Gieryk     | Mateusz Gajdulewicz      | Konrad Waliniak          |

## Palmarès femení
| Any  | Primer                   | Segon                   | Tercer                     |
| 1984 | Anna Gretner             |                         |                            |
| 1988 | Bogumiła Matusiak        | Małgorzata Jędrzejewska | Małgorzata Sandej          |
| 1990 | Marlena Ratusz           |                         |                            |
| 1991 | Dorota Warczyk           |                         |                            |
| 1993 | Małgorzata Jędrzejewska  | Agnieszka Godras        | Katarzyna Wróbel           |
| 1994 | Bogumiła Matysiak        | Małgorzata Jędrzejewska | Katarzyna Wróbel           |
| 1995 | Bogumiła Matusiak        | Agnieszka Godras        | Małgorzata Jędrzejewska    |
| 1996 | Bogumiła Matusiak        | Agnieszka Godras        | Monika Kotek               |
| 1997 | Dorota Czynszak          | Bogumiła Matusiak       | Monika Kotek               |
| 1998 | Dorota Czynszak          | Bogumiła Matusiak       | Monika Kotek               |
| 1999 | Bogumiła Matusiak        | Monika Tyburska         | Anna Skawińska             |
| 2000 | Monika Tyburska          | Bogumiła Matusiak       | Małgorzata Wysocka         |
| 2001 | Bogumiła Matusiak        | Anna Skawińska          | Monika Tyburska            |
| 2002 | Bogumiła Matusiak        | Joanna Ignasiak         | Monika Tyburska            |
| 2003 | Joanna Ignasiak          | Anna Skawińska          | Paulina Brzeźna            |
| 2004 | Małgorzata Wysocka       | Bogumiła Matusiak       | Joanna Ignasiak            |
| 2005 | Bogumiła Matusiak        | Anna Skawińska          | Magdalena Zamolska         |
| 2006 | Maja Włoszczowska        | Magdalena Zamolska      | Paulina Brzeźna            |
| 2007 | Joanna Ignasiak          | Magdalena Zamolska      | Bogumiła Matusiak          |
| 2008 | Bogumiła Matusiak        | Paulina Brzeźna         | Joanna Ignasiak            |
| 2009 | Bogumiła Matusiak        | Paulina Brzeźna         | Katarzyna Pawłowska        |
| 2010 | Maja Włoszczowska        | Paulina Brzeźna         | Eugenia Bujak              |
| 2011 | Maja Włoszczowska        | Eugenia Bujak           | Anna Harkowska             |
| 2012 | Martyna Klekot           | Paula Gorycka           | Eugenia Bujak              |
| 2013 | Katarzyna Pawłowska      | Eugenia Bujak           | Paulina Brzeźna-Bentkowska |
| 2014 | Eugenia Bujak            | Katarzyna Pawłowska     | Katarzyna Niewiadoma       |
| 2015 | Eugenia Bujak            | Katarzyna Niewiadoma    | Katarzyna Pawłowska        |
| 2016 | Katarzyna Niewiadoma     | Katarzyna Pawłowska     | Małgorzata Jasinska        |
| 2017 | Katarzyna Pawłowska      | Alicja Ratajczak        | Agnieszka Skalniak         |
| 2018 | Małgorzata Jasinska      | Katarzyna Pawłowska     | Katarzyna Wilkos           |
| 2019 | Anna Plichta             | Małgorzata Jasińska     | Aurela Nerlo               |
| 2020 | Anna Plichta             | Marta Jaskulska         | Karolina Kumięga           |
| 2021 | Karolina Karasiewicz     | Aurela Nerlo            | Marta Jaskulska            |
| 2022 | Agnieszka Skalniak-Sójka | Marta Lach              | Marta Jaskulska            |
| 2023 | Agnieszka Skalniak-Sójka | Marta Lach              | Marta Jaskulska            |
| 2024 | Marta Jaskulska          | Marta Lach              | Agnieszka Skalniak-Sójka   |
| 2025 | Agnieszka Skalniak-Sójka | Katarzyna Niewiadoma    | Marta Jaskulska            |